# 6591 Sabinin
6591 Sabinin è un asteroide della fascia principale. Scoperto nel 1986, presenta un'orbita caratterizzata da un semiasse maggiore pari a 2,7556710 UA e da un'eccentricità di 0,1236951, inclinata di 4,52464° rispetto all'eclittica.